# دریاچه ساپانجا
دریاچه ساپانجا (ترکی استانبولی: Sapanca Gölü) یک دریاچه در استان سقاریه کشور ترکیه است.